# Mistrzostwa Europy w biegu 24-godzinnym 2002
10. Mistrzostwa Europy w biegu 24-godzinnym 2002 – zawody lekkoatletyczne, które odbyły się 7 i 8 września 2002 w Gravigny.

## Medaliści
|                         | 1. miejsce                                                             | Rezultat   | 2. miejsce                                                                  | Rezultat   | 3. miejsce                                                                  | Rezultat   |
| Mężczyźni indywidualnie | Jens Lukas                                                             | 267,294 km | Alain Prual                                                                 | 264,796 km | Jean-Pierre Guyomarch                                                       | 255,726 km |
| Mężczyźni drużynowo     | Francja 1. Alain Prual · 2. Jean-Pierre Guyomarch · 3. Mohamed Magroun | 771,278 km | Niemcy 1. Jens Lukas · 2. Karl Graf · 3. Sigurd Dutz                        | 719,796 km | Rosja 1. Timur Abzalilov · 2. Andrei Kazantsev · 3. Sergei Ishmulkin        | 662,573 km |
| Kobiety indywidualnie   | Edit Berces                                                            | 232,284 km | Irina Reutovich                                                             | 226,825 km | Irina Koval                                                                 | 225,036 km |
| Kobiety drużynowo       | Rosja 1. Irina Reutovich · 2. Irina Koval · 3. Rimma Paltseva          | 668,143 km | Francja 1. Veronique Jehanno-Valy · 2. Colette Musy · 3. Christiane Le Cerf | 629,706 km | Węgry 1. Edit Berces · 2. Zoltanne Krisztina Nagy · 3. Erika Sörös Laszlone | 605,771 km |

## Reprezentacja Polski

### Mężczyźni
Drużyna mężczyzn zajęła 10. miejsce z wynikiem 475,355 km
| Miejsce | Zawodnik             | Klub                 | Rezultat   |
| 24.     | Czesław Macherzyński | KKB Dystans Kraków   | 197,118 km |
| 43.     | August Jakubik       | TL Pogoń Ruda Śląska | 162,862 km |
| 50.     | Waldemar Pędzich     | LKS Kurp Ostrołęka   | 115,375 km |